# Ancyronyx
Ancyronyx es un género de escarabajos de aguas rápidas.

## Especies
- Ancyronyx acaroides Grouvelle, 1896
- Ancyronyx acaroides acaroides Grouvelle, 1896
- Ancyronyx acaroides cursor Jäch, 1994
- Ancyronyx buhid Freitag, 2013
- Ancyronyx helgeschneideri Freitag & Jäch, 2007
- Ancyronyx hjarnei Jäch, 2003
- Ancyronyx jaechi Freitag, 2012
- Ancyronyx johanni Jäch, 1994
- Ancyronyx lianlabangorum Kodada, Jäch, Freitag, Čiamporová-Zaťovičová, Goffová, Selnekovič & Čiampor, 2020
- Ancyronyx malickyi Jäch, 1994
- Ancyronyx minerva Freitag & Jäch, 2007
- Ancyronyx minutulus Freitag & Jäch, 2007
- Ancyronyx montanus Freitag & Balke, 2011
- Ancyronyx patrolus Freitag & Jäch, 2007
- Ancyronyx procerus Jäch, 1994
- Ancyronyx pseudopatrolus Freitag & Jäch, 2007
- Ancyronyx punkti Freitag & Jäch, 2007
- Ancyronyx raffaelacatharina Jäch, 2004
- Ancyronyx sarawacensis Jäch, 1994
- Ancyronyx schillhammeri Jäch, 1994
- Ancyronyx sophiemarie Jäch, 2004
- Ancyronyx tamaraw Freitag, 2013
- Ancyronyx variegatus (Germar, 1824)
- Ancyronyx yunju Bian, Guo, & Ji, 2012